# Râul Fădimac
Râul Fădimac este un afluent al râului Bega. 

## Hărți
- Harta județului Timiș